# Festa junina no Brasil

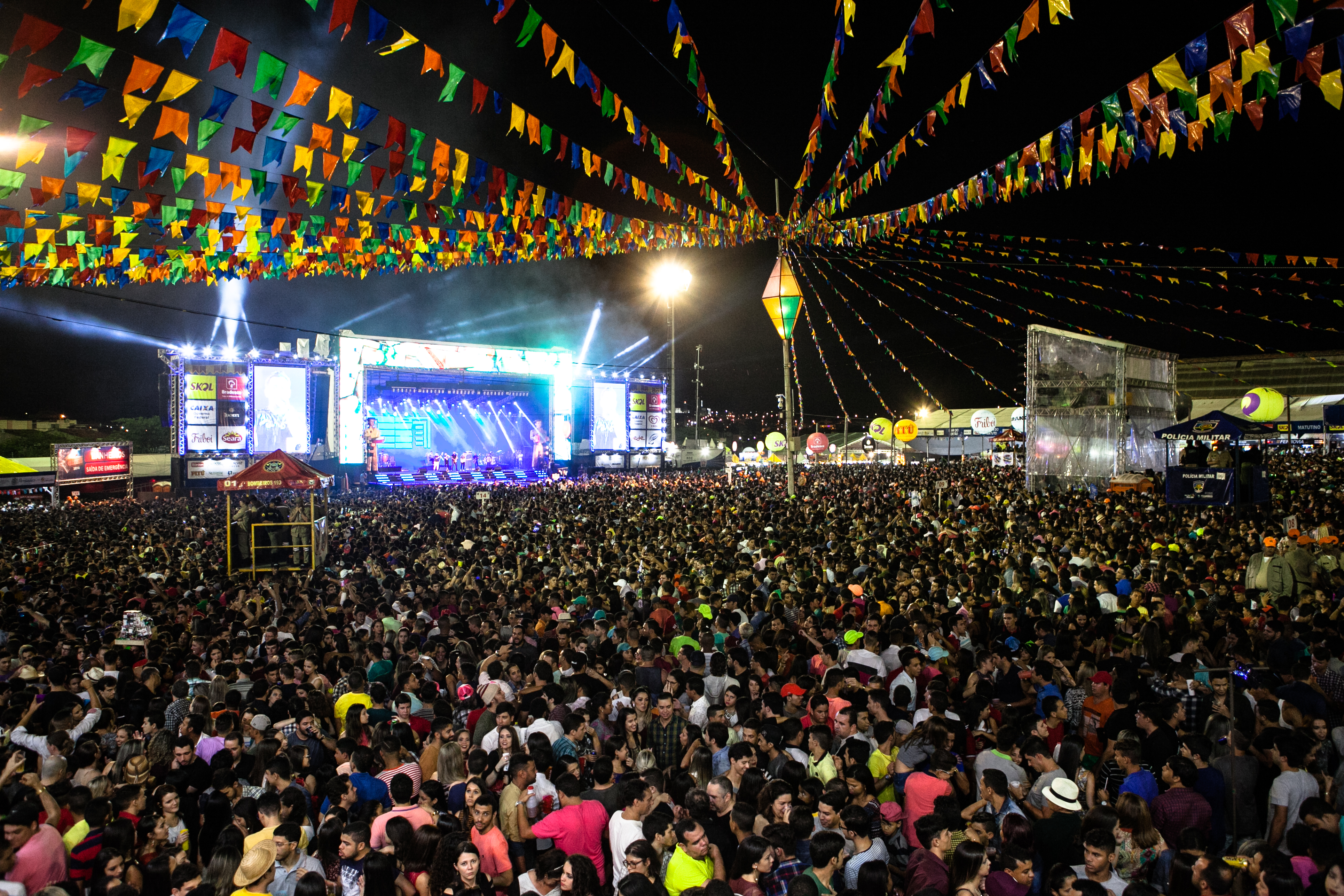
Local da festa do São João de Caruaru, em Pernambuco

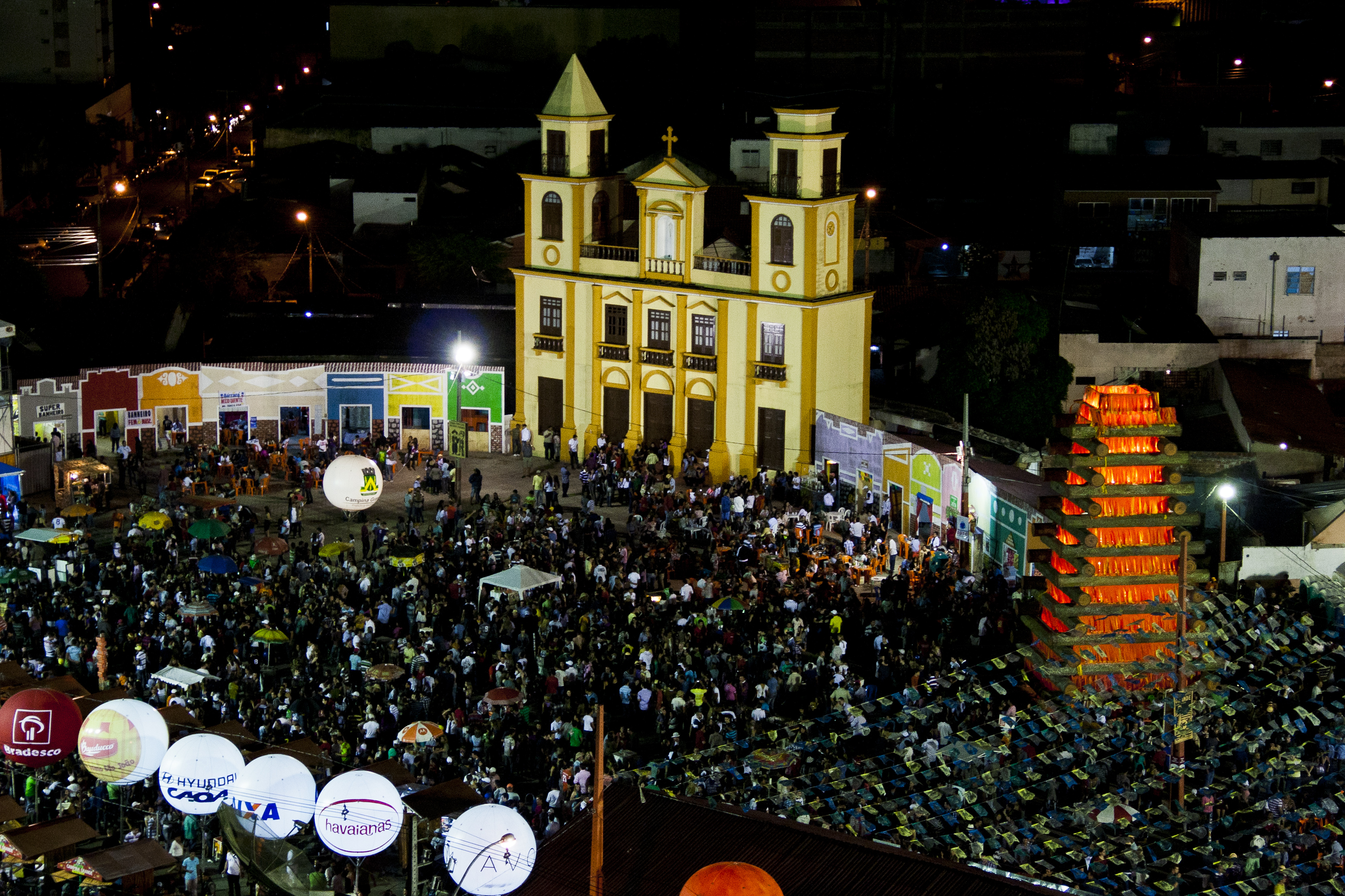
Cidade cenográfica do São João de Campina Grande, em Campina Grande, na Paraíba.

Festas juninas no Brasil, também conhecidas como festas de São João por celebrarem a natividade de São João Batista (24 de junho), são as comemorações anuais brasileiras adaptado do solstício de verão europeu que ocorre no meio do inverno do hemisfério sul. Estas festividades, introduzidas pelos portugueses durante o período colonial (1500-1822), são celebradas durante o mês de junho em todo o país. A festa é celebrada principalmente nas vésperas das solenidades católicas de Santo Antônio, São João Batista, São Pedro e São Paulo.
No interior do estado de São Paulo, as festas juninas estão diretamente ligadas à cultura caipira, sendo quase sempre vinculadas às músicas típicas e à culinaria regional, a qual varia conforme o local, mas normalmente incluem itens derivados do milho, tais como curau, pamonha, pipoca  e também cuscuz, paçocas, pastéis, bolinhos e diversas outras iguarias doces e salgadas. Como as noites de junho normalmente são frias no território paulista, bebidas alcoólicas aquecidas, tais como o quentão e o vinho quente também estão sempre presentes nessas festividades.
Na região Nordeste do Brasil, em decorrência da predominância do clima árido ou semiárido, essas festas não apenas coincidem com o fim das estações chuvosas da maioria dos estados da região, como também oferecem às pessoas a oportunidade de agradecer a São João pela chuva. Elas também celebram a vida rural e apresentam roupas, comidas e danças típicas (principalmente a quadrilha).

## Origens e história

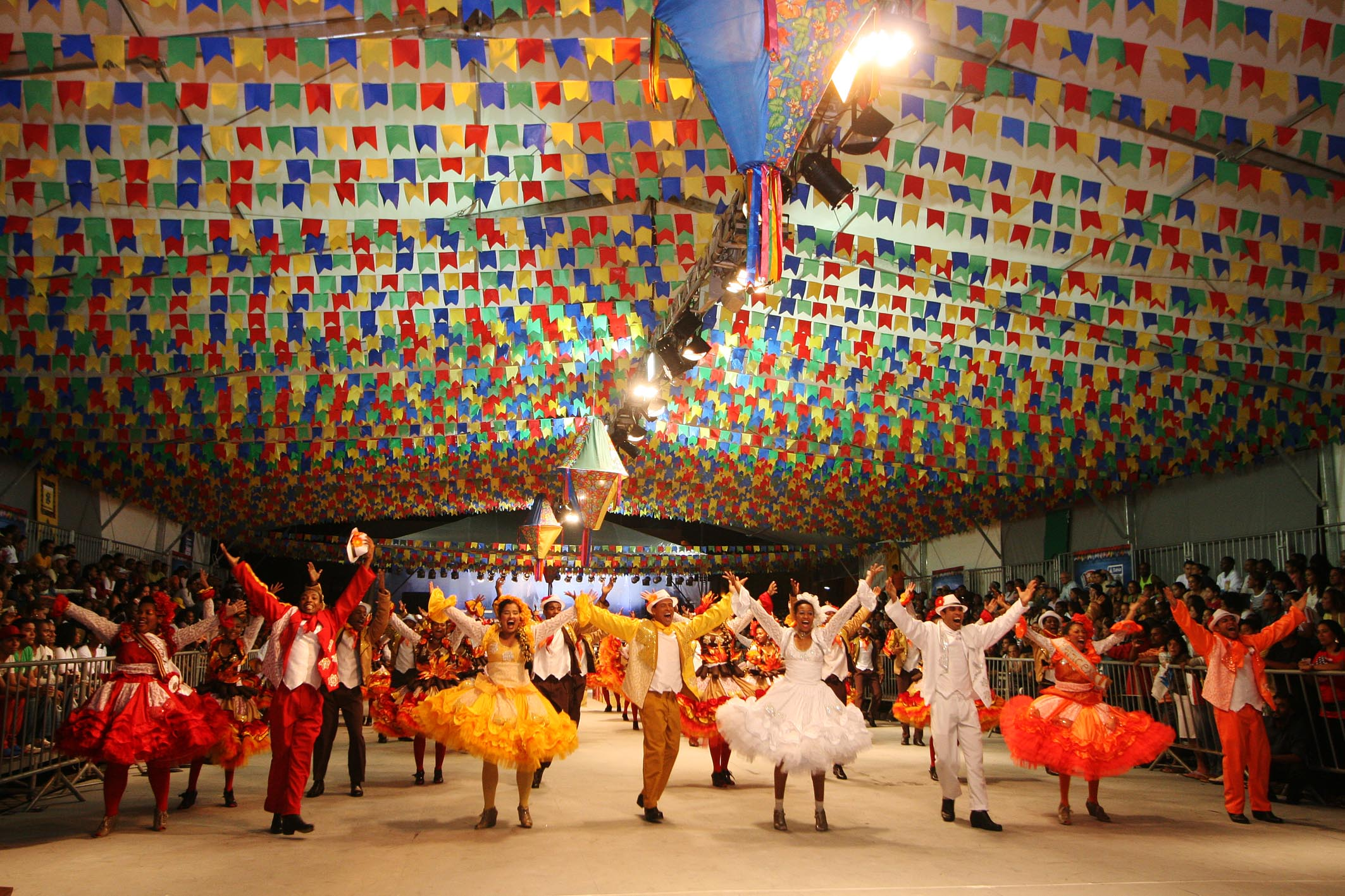
Festa junina brasileira em Salvador, com bandeirinhas coloridas e dançarinos de quadrilha.

A festa junina em celebração ao São João, chega ao Brasil com os jesuítas, no século XVI. A primeira menção sobre a festa junina e o São João no Brasil, ocorre em palavras do jesuíta Fernão Cardim, em seu Tratado da Terra e da Gente do Brasil (século XVI), relatando que a festa de São João era uma das mais celebradas pelos povos indígenas das aldeias da Bahia, especialmente na região do recôncavo baiano. De acordo com Cardim, as aldeias eram tomadas por fogueiras, e os indígenas pulavam sobre elas com entusiasmo, muitas vezes sem se preocuparem com vestimentas, chegando inclusive a se queimar levemente. O relato evidencia a forma espontânea e entusiástica com que a festividade cristã foi incorporada às práticas culturais locais.
Vários aspectos do festival têm origem nas celebrações do solstício de verão europeu, como a criação de uma grande fogueira. Muitas dessas comemorações já ocorrem com influência da sociedade rural brasileira. As festividades geralmente aconteciam em um arraial, uma enorme tenda com telhado de palha que era reservada para festas importantes no interior do Brasil antigo. Como o clima brasileiro é muito diferente do europeu, os participantes brasileiros costumavam usar o festival como uma forma de agradecer pela chuva. Uma grande fogueira é acesa durante o festival. Isso se origina de uma história católica de uma fogueira sendo acesa para alertar Maria sobre o nascimento de João Batista e assim para ter sua assistência após o parto, Isabel teria que acender uma fogueira em um morro. A maioria dos festivais ocorria longe da costa, mais perto do interior, onde ficavam muitas plantações maiores. Ainda governadas por Portugal, as cidades litorâneas, especialmente em Pernambuco, se industrializaram e tiveram uma prosperidade econômica muito maior. Na esperança de promover esse crescimento, o rei Dom João modificou sua política econômica para favorecer cidades como Recife em detrimento dos interesses rurais. Conforme a festa junina continuou a ser praticada nas cidades modernas ela tornou-se muito maior. Hoje, o tamanho das celebrações ultrapassou o da Europa. Embora sejam praticados e organizados principalmente por escolas, muitas cidades organizam sua própria grande celebração. Entre as maiores festas juninas celebradas no Brasil, estão o São João de Caruaru, o São João de Campina Grande, o São João de Aracaju, o Bumba meu boi de São Luís e o Encontro Nacional de Folguedos em Teresina.

## Tradições

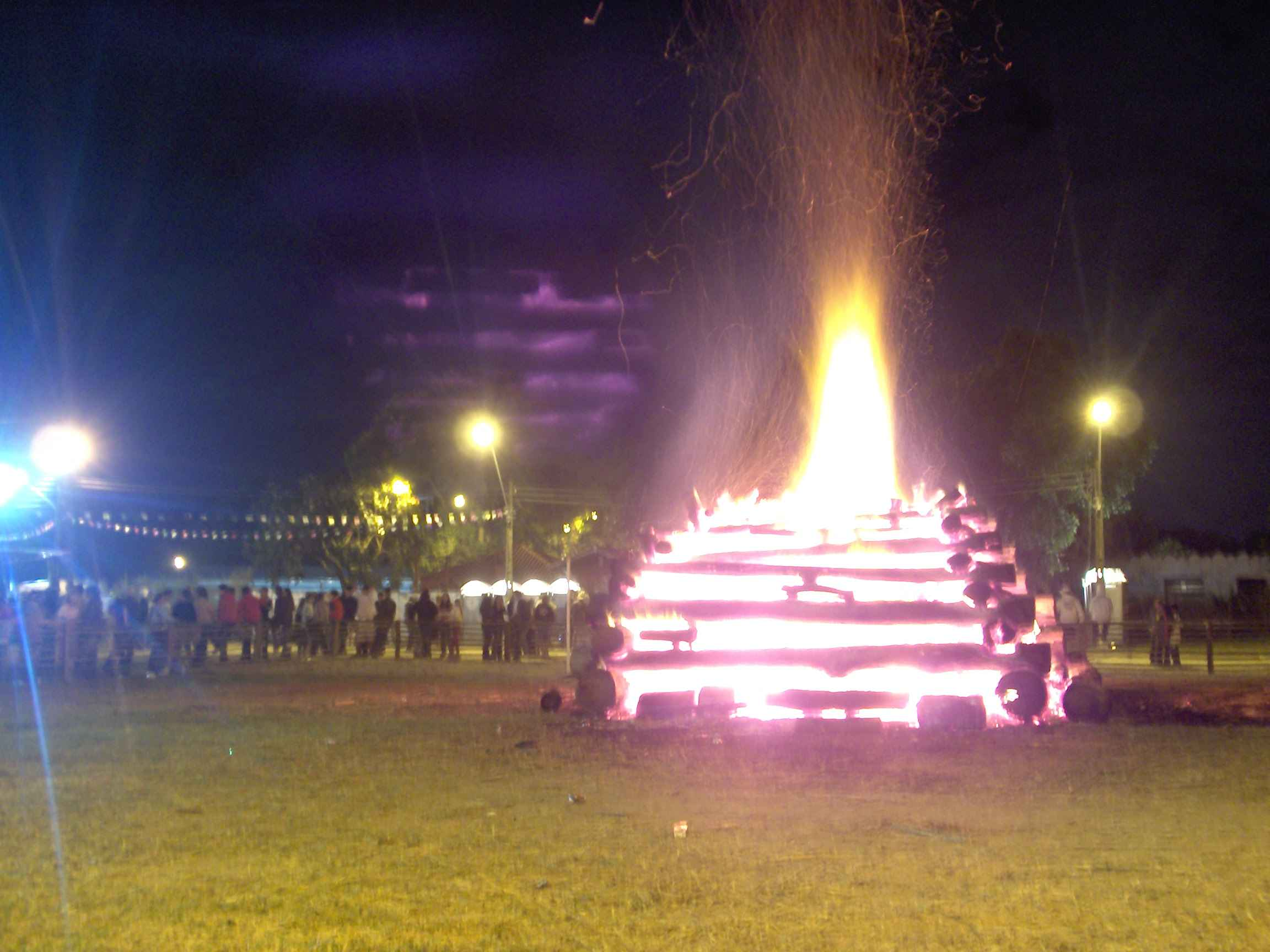
Fogueira de São João em Goiânia, Goiás.

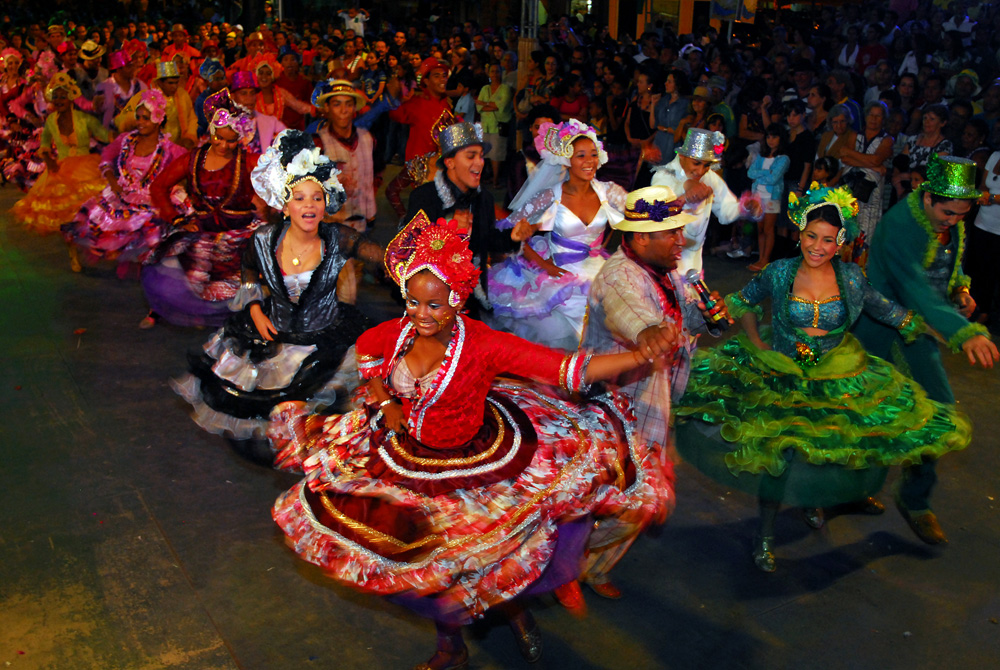
"Quadrilha" em Sergipe, Brasil

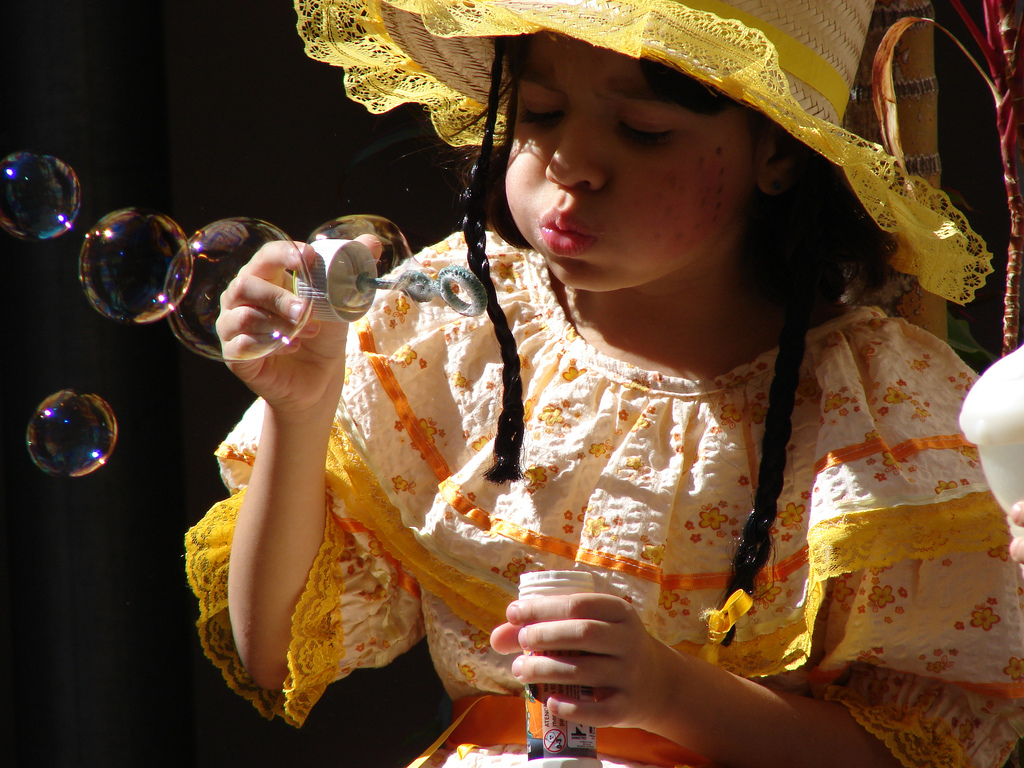
Menina com fantasia de caipira

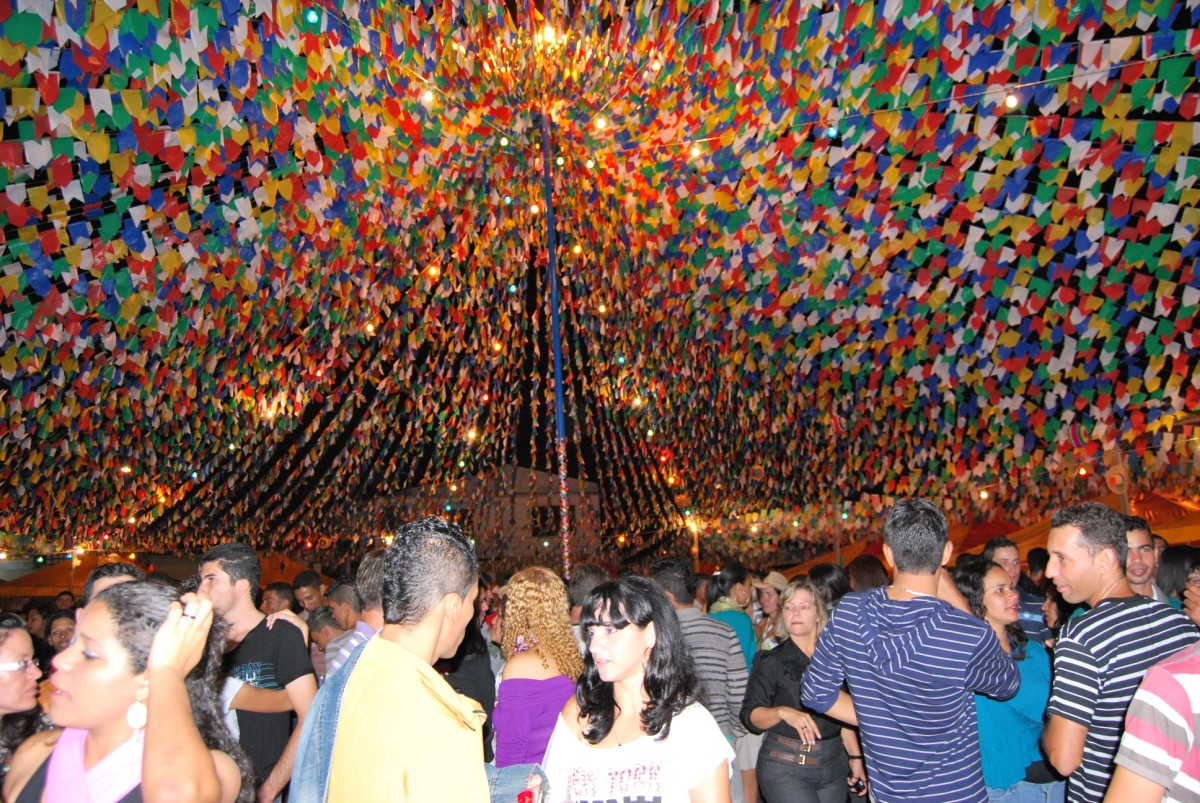
Bandeirolas de São João em São José do Jacuípe, Bahia.

No Brasil, a festa é praticada principalmente por agricultores rurais, conhecidos como caipiras ou matutos. Os homens se vestem de fazendeiros com grandes chapéus de palha e as mulheres usam rabo de cavalo, sardas, dentes pintados e vestidos xadrezes.
Danças ao longo do festival envolvem a quadrilha. A maioria dessas danças surgiu na Europa do século XIX, trazidas pelos portugueses. A quadrilha apresenta formações de casais em torno de um casamento simulado, cujos noivos são o foco central da dança. Isso reflete a fertilidade da terra. Existem vários tipos de dança dentro da categoria de quadrilha. A cana-verde, uma subcategoria de estilos de dança fandango, é mais popular no sul e é principalmente improvisada. As danças envolvendo o bumba meu boi também marcam presença nesta festa, onde a dança gira em torno de uma mulher que deseja comer a língua de um boi. Seu marido mata o boi, para desespero do dono do boi. Um curandeiro entra e ressuscita o boi e todos os participantes comemoram.
Acompanhando essas danças está um gênero musical conhecido como forró. Este gênero tradicional utiliza principalmente sanfonas e triângulos, e tem como foco a vida e a luta dos caipiras. A música foca muito na saudade, um sentimento de nostalgia ou desamparo, pela vida rural na fazenda. Versões mais modernas da música podem incluir guitarras, violinos e bateria.
Muitas brincadeiras voltadas para o público infantil estão presentes nas festas juninas, principalmente nas festas realizadas nas escolas que servem como arrecadação de fundos.
- Pescaria: as crianças usam uma vara de pescar para pegar latas ou papel desenhado para se parecer com peixes de uma caixa.
- Corrida do saci: as crianças pulam em uma perna até o final de uma linha em uma corrida, imitando o movimento do personagem folclórico saci perere.
- Corrida de três pés: onde dois participantes amarram uma das pernas na perna do parceiro e correm com a outra.
- Jogo de argolas: anéis são jogados em garrafas na tentativa de cair no gargalo.
- Tiro ao Alvo: lançamento de dardo na tentativa de ganhar mais pontos.

## Críticas modernas
Atualmente, as festas de São João são extremamente populares nas maiores cidades do Brasil. A presença de um festival celebrando a vida rural em um cenário urbano revelou estereótipos modernos de caipiras. Aqueles que residem em cidades maiores acreditam que os agricultores rurais são menos educados e incapazes de se socializar adequadamente. Isso geralmente se reflete nas caricaturas de caipiras ensinadas às crianças nas escolas brasileiras, que são instruídas a usar gramática incorreta e agir como tolos durante o festival. A ansiedade sobre a mudança de significado do festival também reflete uma crescente "carnavalização" da tradição. Ao invés de uma ênfase na religião, o festival é apresentado como um grande encontro para brasileiros e turistas com grandes espetáculos nas principais cidades.
Outra crítica existente, 
principalmente na região Nordeste do Brasil é a chamada invasão de ritmos musicais vindos de outras regiões do país, principalmente da música sertaneja nas festividades, em detrimento dos ritmos musicais locais, como o forró, gerando na região debates a respeito de preservação de tradições locais.